# Denmoza
Denmoza é um gênero botânico da família Cactaceae.

## Espécies
- Denmoza dulcis-pauli
- Denmoza rhodacantha